# ريدون أندرسون
ريدون اندرسون (بالنرويجية: Reidun Andersson) (26 يونيو 1922 - 25 يناير 1992) كان سياسي نرويجي عن الحزب الاشتراكي اليساري. شغل منصب نائب ممثل في البرلمان النرويجي من نورلاند خلال فترات 1981 - 1985.